# 紀伊大和地震
紀伊大和地震（きいやまとじしん）とは、1899年（明治32年）3月7日に発生したマグニチュード6.9から7.0の地震である。奈良県と三重県の県境付近の深さ40から50キロメートルほどのフィリピン海プレート内での地震であったとされている。
この地震では主に三重県などの近畿地方南部に被害が出た。特に三重県南部では、尾鷲市などで死者7人、負傷者62人、35軒の家屋が全壊し、道路決壊が50箇所で発生した。